# Lithocarpus coopertus
Lithocarpus coopertus (Blanco) Rehder – gatunek roślin z rodziny bukowatych (Fagaceae Dumort.). Występuje naturalnie w Malezji, Indonezji (w Kalimantanie) oraz na Filipinach. 

## Morfologia
PokrójZimozielone drzewo dorastające do 40 m wysokości. Pień czasem jest z korzeniami podporowymi. Kora jest gładka lub łuszcząca się i ma brozowoszarawą barwę. Młode pędy są owłosione.
LiścieBlaszka liściowa jest nieco skórzasta i ma eliptyczny kształt. Mierzy 7–15 cm długości oraz 3–5 cm szerokości, ma zaokrągloną nasadę i wierzchołek od ostrego do spiczastego. Ogonek liściowy jest nagi i ma 6 mm długości. Przylistki mają trójkątny kształt i osiągają 4–8 mm długości.
OwoceOrzechy osadzone są pojedynczo w łuskowatych miseczkach, które mierzą 20 mm średnicy.